# Hay una puerta ahí
Hay una puerta ahí é um documentário uruguaio-espanhol de 2023 escrito e dirigido por Facundo Ponce de León e Juan Ponce de León em suas respectivas estreias na direção de longas-metragens. O filme é sobre a amizade entre o Dr. Enric Benito e seu paciente Fernando Sureda, que busca uma morte precoce.
Foi selecionado como a entrada uruguaia para Melhor Longa-Metragem Internacional no 97º Oscar, mas não foi indicado.

## Sinopse
A relação entre Enric Benito e Fernando Sureda, separados por um oceano, constrói-se a partir de conversas virtuais durante a pandemia. Suas conversas giram em torno da aceitação da dor, do compromisso com as pessoas mais próximas e do senso de humor. Enric é especialista em oncologia e membro honorário da Sociedade Espanhola de Cuidados Paliativos. Fernando é um ex-diretor da Associação Uruguaia de Futebol, que sofre de ELA. O primeiro acompanhou o segundo e também sua comitiva em sua última viagem. O segundo conseguiu abrir um debate sobre a eutanásia no seu país.

## Lançamento
Teve sua estreia mundial em 12 de março de 2023, no 26º Festival de Cinema de Málaga, depois exibido em 29 de setembro de 2023, no 71º Festival Internacional de Cinema de San Sebastián, em 8 de dezembro de 2023, no 44º Festival de Cinema de Havana e em 21 de março de 2024, no 42º Festival Internacional de Cinema do Uruguai. Foi lançado comercialmente em 1º de novembro de 2023, nos cinemas espanhóis e em 8 de agosto de 2024, nos cinemas uruguaios.

## Indicações
| Ano  | Premiação                                          | Categoria           | Recipiente         | Resultado | Ref.          |
| ---- | -------------------------------------------------- | ------------------- | ------------------ | --------- | ------------- |
| 2024 | Medalhas do Círculo de Escritores Cinematográficos | Melhor documentário | Hay una puerta ahí | Indicado  | [ 12 ] [ 13 ] |